# Imagine (Lied)
Imagine (englisch für: ‚Stell dir vor‘) ist ein Popsong von John Lennon. Die Ballade wurde im September 1971 auf seinem gleichnamigen Album Imagine sowie einen Monat später als Single veröffentlicht.
Das Lied beschreibt die Vision einer Gesellschaft frei von Religion, Nationalismus und Besitz, ist ein Aufruf für den Frieden und gilt als eine Hymne der Friedensbewegung.

## Hintergrund

Yoko Onos Buch Grapefruit

Intro aus Imagine von John Lennon

Imagine wurde von „Cloud Piece“, einem Gedicht aus dem Frühjahr 1963, das in Yoko Onos Buch Grapefruit erschien, inspiriert. Obwohl der Text von Imagine nur eine geringe Ähnlichkeit mit „Cloud Piece“ hat, war Onos Einfluss so groß, dass Lennon später zugab, dass sie einen Co-Credit für den Song hätte erhalten sollen. John Lennon sagte 1980 in einem Interview gegenüber David Sheff: „Der Song wurde ursprünglich von Yokos Buch Grapefruit inspiriert. Darin gibt es viele Stücke, die sagen: Stell dir dies vor, stell dir das vor. Yoko hat mir bei den Texten sehr geholfen, aber ich war nicht Manns genug, um ihr die Lorbeeren dafür zu geben. Ich war immer noch egoistisch genug und unbewusst genug, um ihren Beitrag anzunehmen, ohne ihn anzuerkennen.“ Seit 2017 ist Ono offiziell als Co-Autorin des Liedes vermerkt.
Der Text von Imagine schlägt vor, sich die folgenden weltweiten Veränderungen vorzustellen:
Auflösung von Staaten und Verzicht auf Religionen, so dass auch keine Kriege mehr geführt werden müssten; kein Privatbesitz von materiellen Gütern, so dass als Folge keine Gier und Hunger mehr existieren würden. 
Die Aussagen von Imagine fanden großen Anklang, und nach Lennons Ermordung im Jahr 1980 erhielten sie noch zusätzliche Bedeutung. Die Aussagen des Liedes wurden aber auch von Leuten kritisiert, die einen Widerspruch darin erblickten, dass ein Multimillionär den Rest der Welt aufforderte, sich keine Besitztümer vorzustellen. Lennon ersetzte bei Auftritten in späteren Jahren die Worte „I wonder if you can“ durch „I wonder if we can“ – die Veränderung ist auf dem Album Live in New York City zu hören.

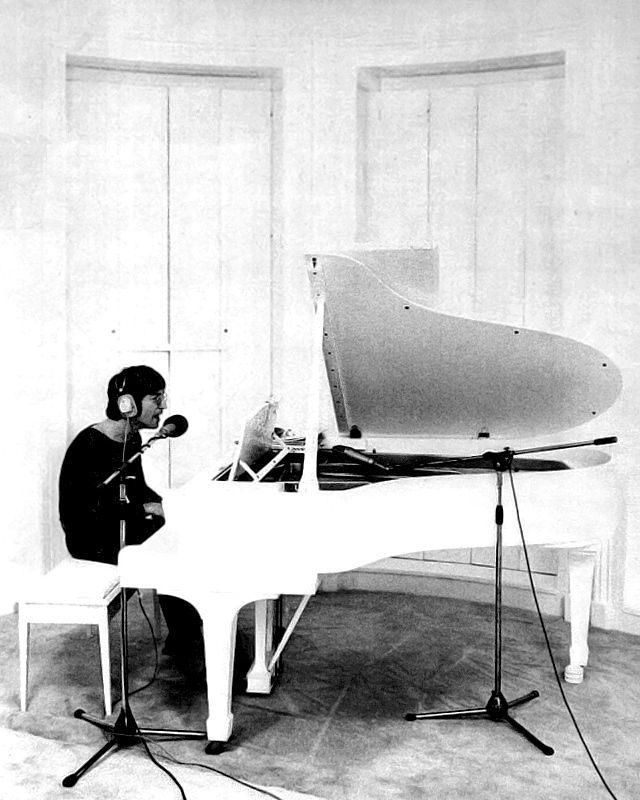
Werbung für das Album Imagine, September 1971

Imagine wurde am 17. Dezember 1971 im Apollo Theater in Harlem live gespielt. Bei der Veranstaltung handelte es sich um eine Spendenaktion für die Opfer der Gefängnisunruhen im Bundesstaatsgefängnis Attika, und Lennon und Ono spielten akustische Versionen von Imagine und zwei weiteren Liedern, von denen zwei später auf der John Lennon Anthology veröffentlicht wurden. Im Januar 1972 spielte John Lennon mit der Band Elephant’s Memory Imagine in der Mike Douglas Show live. Lennon spielte Imagine auch bei seinen letzten Konzertauftritten bei den One To One-Shows in den New Yorker Madison Square Garden am 30. August 1972. Es war der zweite Song, der sowohl während der Nachmittags- als auch der Abendshow gespielt wurde, mit Lennon am E-Piano. Die erste Version ist auf dem Album Live In New York City enthalten. John Lennon spielte Imagine am 18. April 1975 in der Show Salute To Sir Lew – The Master Showman letztmalig live. Lennon spielte bei dem Liveauftritt akustische Gitarre und änderte den Text in „Nothing to kill or die for/And no immigration, too“ um.

## Aufnahme
Die Aufnahmen für das Album Imagine fanden im Wesentlichen vom 24. bis zum 29. Mai 1971 in Lennons eigenem Studio, den Ascot Sound Studios, in Tittenhurst Park in Berkshire statt, das Lied Imagine wurde am 27. Mai eingespielt. Ausführende Produzenten des Liedes waren John Lennon, Yoko Ono und Phil Spector.
Vor der Aufnahme des Songs versammelte John Lennon die Musiker um ein Klavier, um den Song zu demonstrieren. Diese Probe wurde am 23. Mai 1971 aufgezeichnet und später auf dem Soundtrack-Album zum Film Imagine: John Lennon veröffentlicht. Nach Lennons Probeaufnahme schlug Bassist Klaus Voormann vor, den weißen Flügel zu verwenden, der sich im „White Room“ von Tittenhurst befindet. Die Gruppe versuchte sich an mehreren Aufnahmen, aber Produzent Phil Spector war mit der Akustik des Raumes unzufrieden. Nach ihrer Rückkehr ins Studio spielten Lennon und Nicky Hopkins am selben Klavier, Hopkins am E-Piano oder John Barham am Harmonium. Die erste dieser Aufnahmen wurde auf dem John Lennon Anthology Boxset veröffentlicht. Am Ende erkannten Lennon und Spector jedoch, dass der Song ein einfaches Arrangement erforderte.
Bei der endgültigen Aufnahme wirkten neben John Lennon (Gesang und Klavier) noch Alan White (Schlagzeug) und Klaus Voormann (E-Bass) mit. Die Streicher wurden am 4. Juli 1971 von Mitgliedern der New Yorker Philharmoniker im Record Plant East Studio in New York aufgenommen, wo auch die abschließenden Overdubs und die Abmischung aller Stücke des Imagine-Albums stattfanden. Roy Cicala, Shelly Yakus und Jack Douglas waren die Toningenieure der Aufnahme.

## Musikvideo
Bekannt ist das Musikvideo zu Imagine, das Lennon in seiner Villa in Tittenhurst Park an einem weißen Flügel spielend zeigt, während seine Frau Yoko Ono alle Innenfensterläden öffnet, um den Raum mit Tageslicht zu fluten. Neben der Eingangstür ist eine Statue zu sehen, die Lennon bereits auf dem Cover des Beatles-Albums Sgt. Pepper’s Lonely Hearts Club Band (1967) verwendet hatte.
Mit dem zum Song gedrehten Material stellte Lennon das Lied in der Dick-Cavett-Show zum ersten Mal öffentlich vor, da es Lennon zu diesem Zeitpunkt noch nicht möglich gewesen war, mit einer Liveband zu proben. Die Show, in der auch Yoko Ono mitwirkte, wurde am 7. September 1971 aufgezeichnet. Zum Album Imagine drehten Lennon und Ono einen teils dokumentarischen Film, der im Dezember 1972 im amerikanischen Fernsehen gezeigt wurde.

## Kommerzieller Erfolg

### Chartplatzierungen
In den USA wurde die Single Imagine 1971 veröffentlicht und erreichte dort Platz 3 der Charts. Die Single erreichte 1975 Platz 6, 1980 Platz 1 und 1999 Platz 3 der britischen Hitparade. In Deutschland kam die Single auf Rang 7, in Österreich 4 und der Schweiz 2.

### Auszeichnungen für Musikverkäufe
| Land/Region                  | Auszeichnungen für Musikverkäufe (Land/Region, Auszeichnung, Verkäufe) | Verkäufe  |
| ---------------------------- | ---------------------------------------------------------------------- | --------- |
| Brasilien (PMB)              | Platin                                                                 | 60.000    |
| Dänemark (IFPI)              | Gold                                                                   | 45.000    |
| Deutschland (BVMI)           | Gold                                                                   | 250.000   |
| Italien (FIMI)               | Platin                                                                 | 50.000    |
| Neuseeland (RMNZ)            | 2× Platin                                                              | 60.000    |
| Spanien (Promusicae)         | Platin                                                                 | 60.000    |
| Vereinigte Staaten (RIAA)    | 3× Platin                                                              | 3.000.000 |
| Vereinigtes Königreich (BPI) | 2× Platin                                                              | 1.790.492 |
| Insgesamt                    | 2× Gold · 10× Platin ·                                                 | 5.315.492 |

## Rezeption

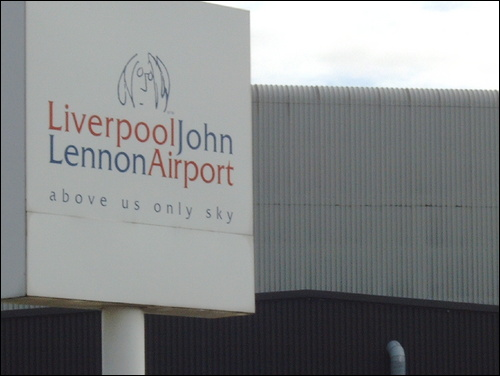
Schild mit Motto above us only sky im Logo des John Lennon Airports im Liverpooler Stadtteil Speke

Der seit 2002 nach John Lennon benannte Flughafen von Liverpool, dessen Logo aus einer von Lennon selbst gezeichneten Skizze und der Textstelle „above us only sky“ aus Imagine besteht, zeigt in der Eingangshalle mehrere großflächige Zitate von Lennon-Songs, darunter Imagine. 2004 veröffentlichte das US-Musikmagazin Rolling Stone eine Liste The 500 Greatest Songs of All Time. Auf dieser Liste belegt Imagine den dritten Platz.
Nach den Terroranschlägen vom 11. September 2001 setzte der US-Radiokonzern Clear Channel Communications den Song auf eine Liste von 166 Liedern, die „textlich fragwürdig“ seien und vorerst nicht mehr gesendet werden sollten.
Da Yoko Ono wesentliche Beiträge zu diesem Lied geleistet habe, wurde ihr eine offizielle Nennung als Co-Autorin in Aussicht gestellt.
Imagine ist der offizielle Song von Amnesty International, nachdem Yoko Ono der Organisation die Erlaubnis erteilt hat, ihn zu verwenden. Yoko Ono sagte: „Diejenigen, die den Song Imagine kennen, wissen, dass er mit einer sehr tiefen Liebe zur menschlichen Rasse und der Sorge um ihre Zukunft geschrieben wurde. Es geht darum, die Welt für unsere Kinder und uns selbst zu verbessern. Wie der Song gibt auch Amnesty International der Bedeutung der Menschenrechte eine Stimme. Und wie der Song hat er es geschafft, Veränderungen herbeizuführen.“
Im Jahr 2002 stufte eine britische Umfrage des Guinness World Records British Hit Singles Book es als zweitbeste Single aller Zeiten hinter Queens Bohemian Rhapsody ein.

## Coverversionen
Es gibt über 630 Coverversionen von Imagine. Das Lied wird auch im Jazzgenre häufig interpretiert; hier sind etwa die Versionen von Gonzalo Rubalcaba, Herbie Hancock (mit Pink, Seal, India Arie & Jeff Beck), Toots Thielemans oder Vijay Iyer zu nennen. Im Rockgenre existieren Versionen beispielsweise von ManDoki Soulmates und A Perfect Circle. Ein A-cappella-Version existiert von Pentatonix.
Das Musikprojekt 1,000 Days, 1,000 Songs veröffentlichte den Titel im März 2017 als Protest gegen die Politik des damaligen US-Präsidenten Donald Trump.
Bei der Eröffnungsfeier der Olympischen Sommerspiele 2024 in Paris trug Juliette Armanet das Lied vor.

## Veröffentlichung

### Singleveröffentlichungen
- Als Single wurde in den USA[17] und Deutschland[18] am 11. Oktober 1971 Imagine / It’s so Hard aus dem Album ausgekoppelt. Im Jahr 1981 wurde die Single in Deutschland auch als 12″-Vinyl-Single[19] wiederveröffentlicht.
- In Venezuela erschien im Jahr 1971 die Single Imagine mit der B-Seite Oh Yoko.[20]

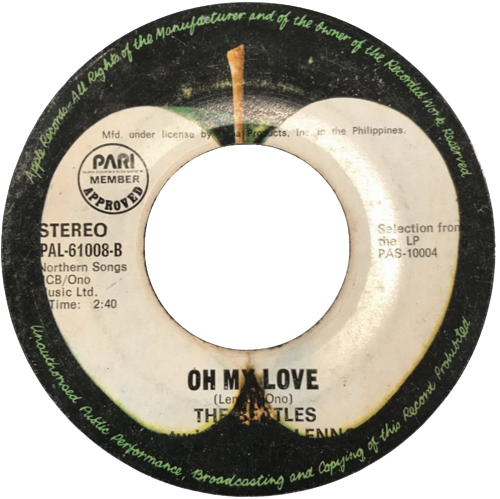
B-Seite Oh My Love, Philippinen

- Auf den Philippinen erschien 1971 die Single Imagine mit der B-Seite Oh My Love. Als Interpret wurde auf dem Schallplattenlabel irrtümlich „The Beatles featuring John Lennon“ aufgeführt.[21]
- In Mexiko wurde im Jahr 1972 die EP Imagine mit folgenden Liedern veröffentlicht: Imagine, It’s So Hard, Oh My Love und Give Some Some Truth.[22]
- In Großbritannien war Imagine mit der B-Seite Working Class Hero vom Album John Lennon/Plastic Ono Band erst am 24. Oktober 1975 als Single[23] erhältlich und erreichte bis 1999 dreimal die Top Ten (im Jahr 1981: Platz eins).
- In Deutschland wurde im Oktober 1975 Imagine / Working Class Hero[24] veröffentlicht. Im Jahr 1981 wurde die Single in Deutschland auch als 12″-Vinyl-Single wiederveröffentlicht.[25]
- In den USA wurde im Januar 1986 eine 12″-Vinyl-Promotionsingle Imagine (Live) / Come Together (Live) an Radiosender verteilt, die aber nicht als reguläre Kaufsingle erschienen ist.[26]
- Am 28. Oktober 1988 wurde in Großbritannien die Single Imagine mit den Liedern Jealous Guy / Happy Xmas (War Is Over) auf der B-Seite wiederveröffentlicht. Die 7″-Vinyl-Single wurde auch im Picture-Disc-Format veröffentlicht.[27] Die CD- und die 12″-Vinyl-Single[28] enthalten zusätzlich noch das Lied Give Peace a Chance.
- Im Dezember 1999 erfolgte eine weitere Wiederveröffentlichung im CD-Format: Imagine, Happy Xmas (War Is Over), Give Peace a Chance und Imagine (Video).[29]

### Albumveröffentlichungen
- Am 9. September 1971 erschien in den USA (Großbritannien: 8. Oktober 1971) das Album Imagine auf dem sich Imagine befindet.
- Am 24. Januar 1986 erschien das Livealbum Live in New York City auf dem sich auch Imagine befindet.
- Im Oktober 1988 wurde auf dem Soundtrackalbum Imagine: John Lennon (Music from the Motion Picture) eine kurze angespielte Studioversion veröffentlicht.
- Im November 1998 wurde auf der John Lennon Anthology eine alternative Version von Imagine veröffentlicht. Bei dieser Version handelt es sich um den ersten Take der Aufnahmen. Weiterhin ist der Liveauftritt At the Apollo, 17. Dezember 1971 enthalten.
- Im Februar 2000 wurde das Album Imagine in einer remasterten und neu abgemischten Version ohne Bonusstücke wiederveröffentlicht. Die Neuabmischung erfolgte im Herbst 1999 in den Abbey Road Studios unter der Aufsicht von Yoko Ono. Der Remix-Ingenieur war Peter Cobbin.
- Im April 2000 wurde die DVD John Lennon – Gimme Some Truth: Making of the Album „Imagine“ veröffentlicht, die wiederum alternative Versionen und neue Abmischungen beinhaltet.
- Am 5. Oktober 2018 erschien die bisher inhaltlich umfangreichste Wiederveröffentlichung der Imagine-Aufnahmen als Box-Set. Die Lieder des Albums wurden von Paul Hicks in den Abbey Road Studios und den Sear Sound Studios neu abgemischt. Für die Neuabmischung gab Yoko Ono die Anweisung, dass der Sound des Albums und der Gesang von John Lennon klarer, hörbarer werden sollten. Darüber hinaus wurde auch eine 5.1-Abmischung hergestellt. Die Super-Deluxe-Box enthält auch alternative Versionen von Imagine: (Demo), (Take 1), (Take 10), (elements mix – nur Geigen) sowie eine Monoversion.[30][31]
- Imagine befindet sich auf folgenden John Lennon-Kompilationsalben: Shaved Fish, The John Lennon Collection, Imagine: John Lennon (Music from the Motion Picture), Lennon, Lennon Legend: The Very Best of John Lennon, Instant Karma: All-Time Greatest Hits, Remember, Peace, Love & Truth, Working Class Hero: The Definitive Lennon, Gimme Some Truth, John Lennon Collector’s Edition, The U.S. vs. John Lennon, Power to the People: The Hits, ICON, Signature Box.
- Am 9. Oktober 2020 erschien das Kompilationsalbum GIMME SOME TRUTH., das neuabgemischte Lieder beinhaltet, so auch Imagine.